# Саэнс Лакалье, Фернандо
Фернандо Саэнс Лакалье (исп. Fernando Sáenz Lacalle; 16 ноября 1932, Синтруэниго, Наварра — 28 апреля 2022, Ла-Либертад, Ла-Либертад) — католический прелат, шестой архиепископ Сан-Сальвадора с 22 апреля 1995 года по 27 декабря 2008 года, член Опус Деи.

## Биография
9 августа 1959 года был рукоположён в священники в конгрегации Опус Деи. 22 декабря 1984 года был назначен Римским папой Иоанном Павлом II вспомогательным епископом епархии Санта-Аны и титулярным епископом Табборы.
6 января 1985 года был рукоположён в епископы Римским папой Иоанном Павлом II в сослужении с титулярным архиепископом Тагоры, апостольским нунцием в Колумбии кардиналом Эдуардо Мартинесом Сомало и секретарём Конгрегации евангелизации народов кардиналом Дурайсами Симоном Лурдусами.
3 июля 1993 года был назначен апостольским администратором военного ординариата Сальвадора. Находился на этой должности до 19 июня 1997 года.
27 декабря 2008 года подал в отставку.
Скончался 28 апреля 2022 года.